# Vibrante africada uvular sorda
La vibrante africada uvular sorda es un sonido consonántico el cual se usa en algunos idiomas hablados, su representación en el Alfabeto Fonético Internacional es una (χ͡ʀ̥), se inicia como una fricativa uvular sorda (χ) y se libera como una vibrante múltiple uvular sorda (ʀ̥)

## Características
- Su modo de articulación es vibrante y a la vez africada, lo que significa que se produce como las dos, la vibrante al dirigir el aire sobre el articulador para que vibre y la africada no sibilante que produzca una turbulencia de aire, y no solo con las cuerdas vocales.
- Su punto de articulación es uvular, lo que significa que se articula con el dorso de la lengua en la úvula.
- Su fonación es sorda, lo que significa que las cuerdas vocales no vibran durante la articulación.
- Es una consonante oral, lo que significa que se permite que el aire escape solamente a través de la boca.
- Es una consonante central, lo que significa que es producida al dirigir el flujo de aire a lo largo del centro de la lengua, en lugar de a los lados.
- El mecanismo de flujo de aire es pulmonar, lo que significa que es articulada empujando el aire únicamente con los pulmones y el diafragma, como en la mayoría de los sonidos.

## Ocurre en
Los idiomas en los que se ha informado que aparece este sonido son el hebreo, árabe, neerlandés, inglés, wólof, luxemburgués y el español de Madrid en la palabra jazmín [x͡ʀ̥äðmĩn], como un posible Alofono de x.